# Туманов, Пётр Семёнович
Пётр Семёнович Тума́нов (30 января 1868, село Курвуши, Лодейнопольский уезд, Олонецкая губерния — 18 марта 1938, Ленинград) — русский богослов, протоиерей, духовный писатель.

## Биография
Родился в семье священника Ильинской церкви села Курвуши Олонецкой губернии. Окончил Олонецкую духовную семинарию, 12 июня 1893 года окончил Санкт-Петербургскую духовную академию (курс XLI), со степенью кандидата богословия и правом получить степень магистра богословия без нового устного испытания. 23 ноября 1893 года рукоположен в священника епископом Рижским и Митавским Арсением и определён к служению в церкви Александра Невского города Риги. С 7 сентября 1893 года Туманов — законоучитель в Митавском реальном училище. С 31 декабря 1893 года Туманов — законоучитель в Митавском Александровском городском училище. 8 января 1895 года награждён набедренником. С 1 февраля 1896 года Туманов — законоучитель в Ревельской Александровской женской гимназии. 29 декабря 1898 года Туманов стал настоятелем Покровской церкви на Боровой улице в Санкт-Петербурге, настоятельствовал в этом храме до 1912 года. 10 апреля 1899 года награждён скуфьёй. С 1 января 1900 года по 10 октября 1901 года Туманов был делопроизводителем Санкт-Петербургского епархиального училищного совета. С 21 декабря 1900 года Туманов — законоучитель в церковно-приходской школе при Покровской церкви. С января 1903 года по 1907 год Туманов — редактор-издатель журнала «Православный путеводитель». 6 мая 1904 года награждён наперстным крестом. С 9 июля 1907 года Туманов — протоиерей. Последние годы жизни был настоятелем Тихвинской церкви в деревне Романщина Лужского района Ленинградской области. 7 марта 1938 года Туманов был арестован. 14 марта 1938 года особой тройкой УНКВД Ленинградской области приговорен по ст. ст. 17-58-8, 58-10 УК РСФСР к высшей мере наказания. 18 марта 1938 года Туманов был расстрелян в Ленинграде.

## Семья
- Жена: Екатерина Феодоровна.
- Дети:
  - Рафаил 19.04.1895,
  - Александр 11.08.1896,
  - Зинаида 11.10.1897,
  - Владимир 12.04.1899,
  - Феодосий 6.05.1906,
  - Ювеналий 2.07.1909.

## Сочинения
- Туманов П. С. Взгляд церкви на нашу масляницу и наставления касательно провождения её : Для внебогослужебного собеседования. — СПб.: тип. М. Акинфиева и И. Леонтьева, ценз. 1904. — 11 с.
- Туманов П. С. Величайшая важность Христова Воскресения. — СПб.: тип. И. В. Леонтьева, 1905. — 25 с.
- Туманов П. С. Нарочитые дни поминовения умерших в течение пятидесятницы: радоница и троицкая суббота. — СПб.: тип. И. В. Леонтьева, ценз. 1905. — 7 с.
- Туманов П. С. Зачем среди великого поста установлено поклонение св. Кресту? — СПб.: тип. И. В. Леонтьева, 1907. — 11 с.